# Resolució 1058 del Consell de Seguretat de les Nacions Unides
La Resolució 1058 del Consell de Seguretat de les Nacions Unides fou adoptada el 30 de maig de 1996. Després de recordar resolucions anteriors incloses les resolucions 1027 (1995) i 1046 (1996), el Consell va prorrogar el mandat de la Força de Desplegament Preventiu de les Nacions Unides (UNPREDEP) a la República de Macedònia fins al 30 de novembre de 1996.
La missió de la UNPREDEP va tenir un paper important en el manteniment de la pau i l'estabilitat a Macedònia i la situació de seguretat havia millorat. El 8 d'abril de 1996, Macedònia i la República Federal de Iugoslàvia (Sèrbia i Montenegro) van signar un acord i ambdós van ser cridats a definir la seva frontera comuna.
Es va instar a tots els Estats membres a considerar positivament les sol·licituds del Secretari General perquè es presti assistència a la UNPREDEP, demanant al secretari general que informés abans del 30 de setembre de 1996 sobre la situació al país, la força i el mandat de la UNPREDEP.
La Resolució 1058 fou aprovada per 14 vots a favor, cap en contra i una abstenció de Rússia.